# Mount Rainier (packet writing)
Mount Rainier (MRW) è un formato per dischi ottici riscrivibili che fornisce modalità di scrittura di tipo packet writing, grazie ad una soluzione tecnica di correzione dell'errore in tempo reale, ideato con lo scopo di rimpiazzare l'oramai obsoleto floppy disk. Esistono già molte soluzioni del genere, ma il Mount Rainer è pensato per essere uno standard. Il nome deriva dal Monte Rainier, situato nei pressi di Seattle nello stato di Washington, negli Stati Uniti.
Mount Rainier può essere impiegato tuttavia solo con hardware che supporti esplicitamente tale tecnologia, come ad esempio la maggior parte dei masterizzatori di tipo RW (Read & Write) per CD e DVD.
Linux è compatibile con Mount Rainier dal kernel versione 2.6.2 (2004). Nel 2006 anche Microsoft ha adottato lo standard in Windows Vista. Versioni precedenti di Windows possono essere compatibili con il formato con prodotti forniti da terze parti. AmigaOS è compatibile nativamente dalla versione 4.